# Anna Wallander
Anna Wallander (11 oktober 1965) is een Zweedse actrice. 
Wallander speelde voor onder andere Teater Galeasen, Dramaten en Riksteatern. Naast haar werk op het toneel is zij te zien in verschillende films en televisieproducties, waarvan de korte film Den röda fläcken uit 1996 de eerste was. Ze vertolkte de rol van Vivianne in Hela härligheten (1998), waarvoor zij genomineerd werd voor een Guldbagge in de categorie 'Beste vrouwelijke hoofdrol'. Daarnaast acteerde ze in producties als Mamma pappa barn (2003), Patrik 1,5 (2008) en in de aflevering Försvunnen van de politieserie Wallander (2013).

## Filmografie (selectie)
- 2002 – Outside Your Door (origineel Utanför din dörr) – Louise
- 2008 – Patrik 1,5 – verpleegster Irja
- 2011 – Anno 1790 – Erika
- 2013 – Den fördömde – Yvonne Branting
- 2013 – Crimes of Passion: No More Murders (origineel Inte flera mord) – Britt Andersson
- 2013 – Wallander – Jannika Hammar
- 2015 – Arne Dahl – Signe Falk
- 2015 – Grondscheut (origineel Jordskott) – Stina Winter
- 2016 – Springvloed (origineel Springfloden) – Vera Larsson
- 2018 – Morden i Sandhamn – Anna-Maria